# Luchthaven Tsjara
Luchthaven Tsjara (Russisch: аэропорт Чара) is een regionale luchthaven bij het dorp Tsjara in het district Kalar van de Russische kraj Transbaikal. Het ligt tegen de noordwestzijde van het dorp aan, dat tot 2020 het bestuurlijk centrum van het district was. De luchthaven is alleen overdag geopend.

## Vliegtuigen en vluchten
Het vliegveld is geschikt voor de vliegtuigtypes An-12, An-24, An-26, An-28, An-30, Let-410, Jak-40 en andere toestellen tot 30 ton en helikopters.
De luchthaven werd geopend in 1947 en heeft sindsdien een lijnvlucht met de regionale hoofdstad Tsjita. In 1984 werd er een luchthaventerminal gebouwd. Angara Airlines vliegt 4 keer per week naar Luchthaven Kadala van Tsjita en 1 keer per week naar Irkoetsk. Ook de regionale luchtvaartmaatschappij Aeroservis vliegt 2 keer per week op Tsjita. In 2015 telde de luchthaven 8660 passagiers per jaar.
In 2020 werd een reconstructie en renovatie van de luchthaven in gang gezet om de verouderde luchthaven te verbeteren. Er moet onder andere een nieuwe passagiersterminal komen met een aantal voorzieningen, alsook een aantal ondersteunende faciliteiten voor het vliegverkeer.